# Pascaline Chavanne
Pascaline Chavanne (* in Wanze) ist eine belgische Kostümbildnerin.

## Leben
Chavanne studierte zunächst an der École Supérieure des Arts de la Ville de Liège – Académie Royale des Beaux-Arts de Liège (ÉSAVL-ARBAL) Szenografie. Im Alter von 20 Jahren ging sie nach Paris und absolvierte eine Ausbildung zur Kostümbildnerin. Ihre erste Arbeit beim Film wurde 1997 das Kostümbild für den Kurzfilm La fin de la nuit von Étienne Faure. Seit Ein kriminelles Paar aus dem Jahr 1999 arbeitet sie eng mit Regisseur François Ozon zusammen und schuf für die Mehrzahl seiner Filme die Kostüme. Ihren Durchbruch als Kostümbildnerin erlebte sie 2002 in Ozons 8 Frauen, für den sie für einen César in der Kategorie Beste Kostüme nominiert wurde. Zahlreiche weitere César-Nominierungen folgten; den Preis gewann sie schließlich 2014 für ihre Arbeit in Renoir sowie 2020 für Intrige.
Chavanne lebt und arbeitet in Paris.

## Filmografie (Auswahl)
- 1999: Ein kriminelles Paar (Les amants criminels)
- 2000: Tropfen auf heiße Steine (Gouttes d’eau sur pierres brûlantes)
- 2000: Unter dem Sand (Sous le sable)
- 2001: Kinder der Furcht (Un jeu d’enfants)
- 2001: Blaue Straße, Nr. 17 (17 rue Bleue)
- 2002: 8 Frauen (8 femmes)
- 2002: Das Idol (L’idole)
- 2003: Kleine Wunden (Petites coupures)
- 2003: Swimming Pool
- 2003: Nathalie (Nathalie …)
- 2004: 5×2 – Fünf mal zwei (5x2)
- 2005: Die Zeit die bleibt (Le temps qui reste)
- 2005: L’Avion – Das Zauberflugzeug (L’avion)
- 2005: Les âmes grises
- 2007: Angel – Ein Leben wie im Traum (Angel)
- 2009: Ricky – Wunder geschehen (Ricky)
- 2009: Rückkehr ans Meer (Le refuge)
- 2010: Gainsbourg – Der Mann, der die Frauen liebte (Gainsbourg (Vie héroïque))
- 2010: Das Schmuckstück (Potiche)
- 2011: Der Aufsteiger (L’exercice de l’État)
- 2011: Die Liebenden – von der Last, glücklich zu sein (Les bien-aimés)
- 2012: Augustine
- 2012: Renoir
- 2012: Die Logan Verschwörung (Erased)
- 2012: In ihrem Haus (Dans la maison)
- 2013: Madame empfiehlt sich (Elle s’en va)
- 2013: Jung & Schön (Jeune et jolie)
- 2013: Ein Versprechen (A Promise)
- 2014: Gemma Bovery – Ein Sommer mit Flaubert (Gemma Bovery)
- 2014: Eine neue Freundin (Une nouvelle amie)
- 2015: Der Bodyguard – Sein Letzter Auftrag (Maryland)
- 2015: The Lady in the Car with Glasses and a Gun (La dame dans l’auto avec des lunettes et un fusil)
- 2016: Monsieur Chocolat
- 2016: Die Ökonomie der Liebe (L’économie du couple)
- 2016: Frantz
- 2016: La fille de Brest
- 2017: Django – Ein Leben für die Musik (Django)
- 2017: Auguste Rodin (Rodin)
- 2017: Der andere Liebhaber (L’amant double)
- 2017: Das Mädchen, das lesen konnte (Le semeur)
- 2018: Sorry Angel (Plaire, aimer et courir vite)
- 2018: Gelobt sei Gott (Grâce à Dieu)
- 2019: La Vérité – Leben und lügen lassen (La vérité)
- 2019: Intrige (J’accuse)
- 2019: Proxima – Die Astronautin (Proxima)

## Auszeichnungen
- 2003: César-Nominierung, Beste Kostüme, für 8 Frauen
- 2006: César-Nominierung, Beste Kostüme, für Les âmes grises
- 2011: César-Nominierung, Beste Kostüme, für Das Schmuckstück
- 2013: César-Nominierung, Beste Kostüme, für Augustine
- 2013: Magritte-Nominierung, Beste Kostüme, für Der Aufsteiger
- 2014: César, Beste Kostüme, für Renoir
- 2015: César-Nominierung, Beste Kostüme, für Eine neue Freundin
- 2016: Magritte, Beste Kostüme, für The Lady in the Car with Glasses and a Gun
- 2017: César-Nominierung, Beste Kostüme, für Frantz
- 2020: César, Beste Kostüme, für Intrige